# Библиотечка туриста-водника
«Библиотечка туриста-водника» — популярная книжная серия по водному туризму, выпускавшаяся московским издательством «Физкультура и спорт» (ФиС) в 1970-е и после значительного перерыва в 1980-е годы.
Небольшие по объёму тематические выпуски (по отдельным рекам и их бассейнам) были насыщены полезной информацией. Кроме непосредственных описаний водных туристических маршрутов различной степени сложности, в них приводятся краткие сведения о местных достопримечательностях, примечания для рыболовов. Большая практическая ценность и относительно небольшие тиражи сразу делали эти эпизодически издававшиеся книги библиографической редкостью.

## Книги серии

### 1970-е годы
- Дубровский А. П., Кондрашов Д. Л. На байдарках по Вёксе и Костроме. — М.: Физкультура и спорт, 1971. — 32 с. — (Библиотечка туриста-водника). — 12 000 экз. (см. Вёкса (приток Костромы), Кострома (река)))
- Чернов Г. А. По реке Усе. — М.: Физкультура и спорт, 1972. — 32 с. — (Библиотечка туриста-водника). — 10 000 экз. (см. Уса (приток Печоры))
- Коробков А. И. и др. Избранные маршруты для отдыха на реке / Авт.: А. И. Коробков, Е. Н. Мелихов, Ю. М. Кушнарёв, С. А. Торопов; Ред. Л. Г. Трипольский. — М.: Физкультура и спорт, 1972. — 168 с. — (Библиотечка туриста-водника). — 40 000 экз. (В книге рассказывается о наиболее популярных среди туристов, охотников и рыболовов реках европейской части России — Угре, Мсте, Мологе, Ветлуге, Вишере, Берёзовой)

### 1980-е годы
- Михеев Ю. З. Десна: Водный маршрут по реке Десна. — М.: Физкультура и спорт, 1983. — 32 с. — (Библиотечка туриста-водника). — 30 000 экз. (см. Десна (приток Днепра))
- Михеев Ю. З. Медведица: Водный маршрут по реке Медведице, притоку Дона. — М.: Физкультура и спорт, 1984. — 32 с. — (Библиотечка туриста-водника). — 21 000 экз. (см. Медведица (приток Дона))
- Рыжавский Г. Я. Верхний Дон. — М.: Физкультура и спорт, 1984. — 32 с. — (Библиотечка туриста-водника). — 21 000 экз. (см. Дон)
- Рыжавский Г. Я. Хопёр: Водный маршрут по реке Хопёр. — М.: Физкультура и спорт, 1984. — 32 с. — (Библиотечка туриста-водника). — 28 000 экз. (см. Хопёр)
- Рыжавский Г. Я. Верховья Волги: Водный маршрут по Верхней Волге и её притокам. — М.: Физкультура и спорт, 1985. — 32 с. — (Библиотечка туриста-водника). — 30 000 экз. (см. Волга)
- Рыжавский Г. Я. Западная Двина: Путеводитель по верховьям и среднему течению реки. — М.: Физкультура и спорт, 1985. — 32 с. — (Библиотечка туриста-водника). — 23 500 экз. (см. Западная Двина)
- Шкурка М. С. Псёл. — М.: Физкультура и спорт, 1986. — 32 с. — (Библиотечка туриста-водника). — 30 000 экз. (см. Псёл)
- Дерикочма Н. А. Кубань: Практическое руководство. — М.: Физкультура и спорт, 1987. — 32 с. — (Библиотечка туриста-водника). — 27 000 экз. (см. Кубань (река))
- Озерянский В. Б. Озеро Селигер: Путеводитель по протокам и плёсам озера Селигер. — М.: Физкультура и спорт, 1987. — 32 с. — (Библиотечка туриста-водника). — 86 000 экз. (см. Селигер)